# Гургансон
Гургансон (фр. Gourgançon) је насеље и општина у североисточној Француској у региону Шампањ-Арден, у департману Марна која припада префектури Еперне.
По подацима из 2011. године у општини је живело 167 становника, а густина насељености је износила 5,73 становника/km². Општина се простире на површини од 29,15 km². Налази се на средњој надморској висини од 132 метара.

## Демографија
| 1962. | 1968. | 1975. | 1982. | 1990. | 1999. | 2011. |
| ----- | ----- | ----- | ----- | ----- | ----- | ----- |
| 177   | 179   | 163   | 166   | 152   | 149   | 167   |

График промене броја становника у току последњих година